# Джефф Батлер
Джефф Батлер (англ. Jeff Butler; нар. 26 лютого 1958, Медісон, Вісконсін) — американський ілюстратор і художник коміксів. Протягом п'яти років він працював у художньому відділі TSR, Inc., ілюструючи продукти для фентезійної рольової гри Dungeons & Dragons і рольової гри Marvel Super Heroes, а також романів Dragonlance.

## Раннє життя
Джефф Батлер народився в Медісоні, штат Вісконсін, 26 лютого 1958 року. Він виріс, займаючись спортом: «Але в дитинстві я завжди щось малював. Я був пустотливим хлопчиськом, і моя мама ставила мене в куток з папером і олівцем і казала малювати, щоб я заспокоївся. Потім, коли я трохи підріс, з'явилися комікси, на превеликий жаль мого батька. Мама думала, що комікси вчать мене читати, але мій батько, спортивний оглядач газети в Медісоні, вважав, що вони не приносять мені користі». Батлер детально розповідає про своє дозвілля в коміксах: «Спочатку я прочитав усі комікси DC, які мені попалися, а потім перейшов до коміксів Marvel… Раніше я вправлявся малювати фігури з коміксів». У середній школі Батлер продовжував займатися малюванням і спортом: «Боже, це так банально, але я був футбольним капітаном, який зустрічався з капітанкою команди підтримки».
У молодшій та середній школі (у Медісон-Вест-Школі) Батлер відкрив для себе фентезі через книжки Конана-варвара в м'якій обкладинці, а пізніше — книги Фріца Лейбера та Володаря перснів. У коледжі Батлер вивчав спортивну ілюстрацію та працював над портретами, а також робив ілюстрації для газет, журналів і плакатів, а також плакат Budweiser для університетської футбольної команди. «У коледжі я вивчав образотворче мистецтво (Університет Вісконсіна–Медісон), але зрештою я розподілив свій час між університетом і Медісонським технічним коледжем (MATC), щоб отримати деякі комерційні уроки мистецтва». В університеті в 1977 році Батлер грав захисником команди Wisconsin Badgers, але припинив гру через низку струсів мозку.
У школі Батлер познайомився з Майком Бароном, який створив комікс Nexus разом зі Стівом Рудом для Capital Comics. Барон звернувся до Батлера після того, як побачив плакат, створений Батлером для братства UW-Madison. Батлер і Барон співпрацювали з Capital, створивши The Badger: «Я працював над кількома першими випусками коміксів, але у Capital у той час були проблеми з грошовими потоками, тому вони виставили свої книги на продаж».

## Кар'єра
Один із викладачів Батлера з MATC розповів йому про вакансію художника в TSR у Лейк-Женеві, штат Вісконсін. Він пройшов співбесіду з компанією і в лютому 1984 року був прийнятий на роботу. «Коли я вперше прийшов у TSR, гра Marvel Super Heroes Game тільки починалася, тож перші кілька місяців я дуже веселився, займаючись коміксами, які мені подобалися. Тепер мені подобається працювати над картинами Marvel для обкладинки книжок. Я можу реалізувати речі й зробити цих героїв справжніми». Батлер також працював над чорно-білим малюнком для продуктів Dungeons & Dragons і серії Dragonlance, а також виконав кольорові роботи, такі як обкладинка коробки для рольової гри «Конан».
У 1985 році Батлер одружився зі своєю шкільною коханою (капітанкою команди підтримки), Лорел Лейман.
Після відходу з TSR у 1989 році Батлер дев'ять років працював незалежним ілюстратором і художником коміксів, працюючи над такими проектами, як The Green Hornet, Godzilla, Hercules, Xena, Jurassic Park і щомісячна стрічка Ghostwriter для дитячого журналу «Майстерня телебачення», Kid City. У номері TV Guide за 1996 рік з'явилися його малюнки Геркулеса.
Після повернення з родиною до рідного Медісона восени 1997 року Батлер приєднався до творчого персоналу Raven Software та почав вивчати комп'ютерні ігри. Батлер працював керівником 2-D Art у Heretic II і працював над іншими іграми, такими як Soldier of Fortune і Star Trek, Elite Force. Батлер був частиною художньої групи для Star Wars Jedi Knight II: Jedi Outcast, X-Men Legends, X-Men Legends II: Rise of Apocalypse, Marvel: Ultimate Alliance, а також був частиною основної команди для X-Men Походження: Росомаха і Wolfenstein.